# Luya (tỉnh)
Tỉnh Luya (tiếng Tây Ban Nha: Provincia de Luya) là một tỉnh thuộc vùng Amazonas của Peru. Tỉnh Luya có diện tích 3237 km², dân số thời điểm theo điều tra dân số ngày 11 tháng 7 năm 1993 là 46837 người. Tỉnh lỵ đóng ở Lamud.